# 338-я гвардейская реактивная артиллерийская бригада
338-я гвардейская реактивная артиллерийская Двинская ордена Александра Невского бригада (сокр. 338 реабр, в/ч 57367) — тактическое соединение Сухопутных войск Российской Федерации. Бригада дислоцируется в г. Уссурийск Приморского края.
Соединение находится в составе Восточного военного округа.

## История
Бригада наследует исторический формуляр, награды, боевую славу и гвардейский статус 72-го гвардейского миномётного полка сформированного в мае 1942 года. 20 июня 1942 года воинской части было вручено гвардейское боевое знамя.
На вооружении полка находились 122-мм реактивные системы залпового огня БМ-13. 72-й гв. минп прошёл с боями Великую Отечественную и Советско-японскую войны. За участие в Режицко-Двинской наступательной операции в 1944 году полк был награждён орденом Александра Невского с присвоением почётного наименования «Двинский».
72-й гв. минп в ВОВ входил в действующую армию в периоды с 7 июля 1942 года по 5 февраля 1943 года, с 14 марта 1944 года по 9 мая 1945 года. В годы Советско-японской войны полк действовал в период с 9 августа по 3 сентября 1945 года.
После окончания войны полк переформирован в 653-й гвардейский реактивный артиллерийский полк. После чего в 1960-е переформирован в 338-ю гвардейскую реактивную артиллерийскую бригаду. На конец 1980-х гг. соединение находилось в составе 15-й гвардейской артиллерийской Неманской Краснознамённой, орденов Суворова и Кутузова дивизии.
11 августа 2011 года начальник ракетных войск и артиллерии округа полковник Сергей Баканеев вручил соединению боевое знамя нового образца. Боевое знамя советского образца пополнило экспозицию исторического музея Восточного военного округа.

## Описание
На вооружении бригады стоят 220-мм реактивные системы залпового огня 9К57 «Ураган».